# 佐藤哲也 (教育学者)
佐藤 哲也（さとう てつや、1964年4月27日 - ）は、日本の教育学者。宮城教育大学教授。副学長（学務担当）／ 教育学部長、大学院研究科長、アドミッションオフィス長。専門は教育思想史、幼児教育学。

## 人物
長野県松本市生まれ。青山学院大学文学部教育学科卒、青山学院大学大学院文学研究科教育学専攻博士前期課程修了（文学修士）、青山学院大学大学院文学研究科教育学専攻博士後期課程修了年限満了退学。
青山学院大学文学部非常勤講師（1994年4月〜1995年3月）、兵庫教育大学学校教育学部助手（1995年4月）、講師（1997年7月）、助教授（2000年8月）、准教授（2005年4月）、兵庫教育大学大学院基礎教育学系准教授（2007年4月）。宮城教育大学教育学部准教授（2011年3月）、教授（2014年4月）。宮城教育大学上廣倫理教育アカデミー所長（2022年〜2024年）。初等教育専攻運営委員会専攻長（2022年〜2024年）。
日本基督教団松本教会で小倉和三郎牧師より受洗（1982年〜）。日本基督教団永福町教会（1987年転入〜）、日本基督教団小野教会（1995年転入〜）、日本基督教団仙台東一番丁教会（2012年転入〜）。